# Робин Кларк
Робин Кларк (на немски: Tobias Hartmann, роден на 6 април 1982 година в град Олденбург, Германия) е германски DJ и музикален продуцент. Той е свързан с Steel records на Сам Пънк и още е познат с псведоними като Coakz, Bazzface и RC project. Хартман учи в Bachelor of Arts Social Work (BA SA).

## Биография
Хартман започва да свири на клавишни инструменти и барабани още в детството си. Той купува първите си „turntables“ през 2001 и прави своето първо голямо изпълнение през 2002 година. От 2004 той е присъща част в интернет радиото Techno4ever.net с неговото шоу наречено „Hardbeats“. Той представя от 20:00 – 22:00 (UTC+1). Той е проектант на Techno4ever.net от 2006. Той започнал да продуцира неговите първи песни през 2004. Първия му сингъл е от 2005 с измето Bazzface. През 2006 неговия първи сингъл като Robin Clark излязъл. 2007 той издава заедно с Sam Punk албум Hardbeatz vol. 9 с някой песни от Хартман – другия псевдоним.

## Сингъл
- 2005 Bazzface – Move It
- 2006 Robin Clark – No One Knows (The Phuture)
- 2007 Robin Clark – F.T.T.O.
- 2010 Robin Clark – Next Level EP
- 2010 Robin Clark – Level 2 EP
- 2010 Robin Clark & Sam Punk – I Like / Freeway
- 2010 Robin Clark & Sam Punk – Save Us / CYB
- 2010 Robin Clark – 2 Da Klub

## Ремикс
- 2005 The Lyricalteaser – 2 Hardcore Eyes (Robin Clarks Hardclub Remix)
- 2005 Wheels Of Steel – Chemical Overdose (Robin Clark Remix)
- 2005 Sonic Ti – In My Head (Robin Clark Remix)
- 2006 Sam Punk – Drugstore Cowboy (Robin Clark Remix)
- 2006 Sam Punk – L.S.D. Jesus / El Commandante – El Commandante (Robin Clark Remix)
- 2007 D-Style – Gone (Robin Clark Rmx)
- 2007 Sam Punk And Weichei Pres. Kanakk Attakk – Marijuana (Robin Clarkz Jump Mix)
- 2007 Stylez Meets Tonteufel – Third Strike (Robin Clarkz Bazz Mix)
- 2007 Bazzpitchers – We Are One (Robin Clark Rmx)
- 2008 Doom Jay Chrizz – Lost In Space (Robin Clark Rmx)
- 2009 RobKay & Snooky – Carry On (Wayward Son) (Robin Clark Remix)
- 2010 Sam Punk pres. Ricardo DJ – Badboy (Robin Clark Remix)
- 2010 Sam Punk pres. Ricardo DJ – Wanna Be On XTC (Robin Clark Remix)
- 2010 Sam Punk pres. The Instructor – Set Me Free (Robin Clark Remix)
- 2010 Sam Punk – Ketamine (Robin Clark Remix)